# قطعنامه ۴۶۵ شورای امنیت
قطعنامه ۴۶۵ شورای امنیت سازمان ملل متحد که در تاریخ ۰۱ مارس ۱۹۸۰ تصویب شد، سندی بین‌المللی دربارهٔ سرزمین‌های اشغالی توسط اسرائیل است. این قطعنامه طی نشست ۲٬۲۰۳ام با ۱۵ موافق، ۰ مخالف و ۰ ممتنع تصویب شد.